# NGC 801
NGC 801 is een spiraalvormig sterrenstelsel in het sterrenbeeld Andromeda. Het hemelobject werd op 20 september 1885 ontdekt door de Amerikaanse astronoom Lewis A. Swift.

## Synoniemen
- PGC 7847
- UGC 1550
- MCG 6-5-79
- ZWG 522.106
- IRAS02007+3801